# Al-Nukra
Al-Nukra és la regió occidental de les muntanyes de l'Hauran i ocupa la part septentrional de l'actual Jordània. En un sentit més ampli s'aplica també el nom a la regió entre al-Ladja, Djaydur i al-Balqa fins al peu del Jebel Hauran, i en un sentit més restringit només la part meridional de la mateixa regió.